# Calosphyrum obscurum
Calosphyrum obscurum är en stekelart som beskrevs av Henry Keith Townes, Jr. 1970. Calosphyrum obscurum ingår i släktet Calosphyrum och familjen brokparasitsteklar. Inga underarter finns listade.